# György A. Oláh
George A. Olah (født 22. maj 1927, død 8. marts 2017) var en ungarsk-født amerikansk kemiker. i 1994 modtog han Nobelprisen i kemi. 